# David Diringer
 David Diringer (1900-1975) foi um lingüista, paleógrafo e escritor britânico, autor de alguns livros bem conhecidos sobre sistemas de escrita.